# Фабијан Шоваговић
Фабијан Шоваговић (Ладимиревци, 4. јануар 1932 — Загреб, 1. јануар 2001) био је хрватски и југословенски позоришни и филмски глумац.

## Биографија
Рођен је и одрастао у славонском селу Ладимиревци недалеко од Валпова. Био је један од највећих хрватских и југословенских глумаца чија су остварења годинама обележавала и одређивала смер и квалитет хрватског и југословенског глумишта. Средњу школу завршио је у Осијеку, а студије глуме на Академији казалишне умјетности у Загребу 1957. Годинама је био члан позоришта „Гавела“, ХНК у Загребу, учествовао у раду „Театра у гостима“, деловао као слободни уметник и наступао на свим највећим фестивалима.
Његов син Филип Шоваговић и ћерка Ања Шоваговић-Деспот такође су глумци.
Нека од његових најпознатијих остварења су улоге у представама: „Лењин“, „Скуп“, „Дундо Мароје“.

## ТВ серије
- Просјаци и синови
- Куда иду дивље свиње
- У регистратури
- Ђука Беговић

## Одабрана филмографија
Глумио у преко 50 филмова.
- „Свога тела господар“ (1957)
- Х-8 (1958)
- Прометеј с отока Вишевице (1965)
- Понедељак или уторак (1966)
- Бреза (1967)
- Црне птице (1967)
- Илузија (1967)
- Павиљон број 6 (1968)
- Имам двије маме и два тате (1968)
- Битка на Неретви (1969)
- Догађај (1969)
- Кад чујеш звона (1969)
- Случајни живот (1969)
- Храњеник (1970)
- Лисице (1970)
- Овчар (1971)
- У гори расте зелен бор (1971)
- Мајстор и Маргарита (1972)
- Ритам злочина (1981)
- Хорватов избор (1985)
- На путу за Катангу(1987)
- Сокол га није волио (1988), филм за који је према сопственом литерарном предлошку направио и сценарио.
- Глуви барут (1990)
- Љето за сјећање (1990)
- Чаруга (1991)
- Трећа жена (1997)

## Књиге
- Глумчеви записи (1977)
- Сокол га није волио (1981)
- Дивани Фабе Шовагова (1996)